# Mohammed al-Dschazuli
Abū ʿAbdallāh Muḥammad ibn Sulaymān ibn Abū Bakr al-Dschazūlī al-Simlālī al-Hasanī (arabisch أبو عبد الله محمد بن سليمان بن أبو بكر الجزولي السملالي الحسني, DMG Abū ʿAbd Allāh Muḥammad b. Sulaimān b. Abū Bakr al-Ǧazūlī as-Simlālī al-Ḥasanī; * 1404 in der Souss-Ebene, Marokko; † 1465 in Safi, Marokko) auch bekannt als Imam al-Dschazuli oder Scheich Dschazuli, war ein marokkanischer Sufi. Am meisten bekannt ist er für das Dala'il al-Khayrat, eines beliebten muslimischen Gebetbuchs. Al-Dschazuli ist einer der sieben Heiligen von Marrakesch und ist in einem Mausoleum in der Stadt begraben.

## Leben
Mohamed al-Dschazuli behauptete, ein Scherif zu sein. Er gehörte dem Berberstamm Dschazulin an. Er lebte in der Souss-Ebene und studierte dort, bevor er zur Madrasat as-Saffarīn in Fès ging. Dort wird sein Zimmer noch heute für Besucher ausgestellt. In Fès traf er den berühmten Juristen und Mystiker Ahmad Zarruq. Die nächsten vierzig Jahre verbrachte er in Mekka, Medina und Jerusalem. Danach kehrte er nach Fès zurück, wo er das Gebetbuch Dala'il al-Khayrat fertigstellte.
Er wurde Mitglied der Tarīqa Schādhilīya, einem Sufi-Orden. Er verbrachte vierzehn Jahre in Chalwa und ging dann nach Safi, wo er viele Anhänger um sich versammelte. Der Gouverneur von Safi wollte ihn vertreiben und vergiftete ihn später, was 1465 zu seinem Tod führte. Er soll während des Gebets gestorben sein.
Im nördlichen Teil der Innenstadt von Marrakesch hatte Ahmed al-Araj ein Mausoleum für al-Dschazuli errichten lassen. Das Mausoleum wurde während der Herrschaft von den Sultanen Mulai Ismail und Mulai Muhammad vergrößert und teilweise wieder aufgebaut.